# Cordulie à taches jaunes
Somatochlora flavomaculata
Espèce
Statut de conservation UICN

 LC  : Préoccupation mineure
La Cordulie à taches jaunes (Somatochlora flavomaculata) est une espèce de libellules de la famille des Corduliidae (sous-ordre des Anisoptères, ordre des Odonates).

## Description

### Critères de détermination de l'individu mature

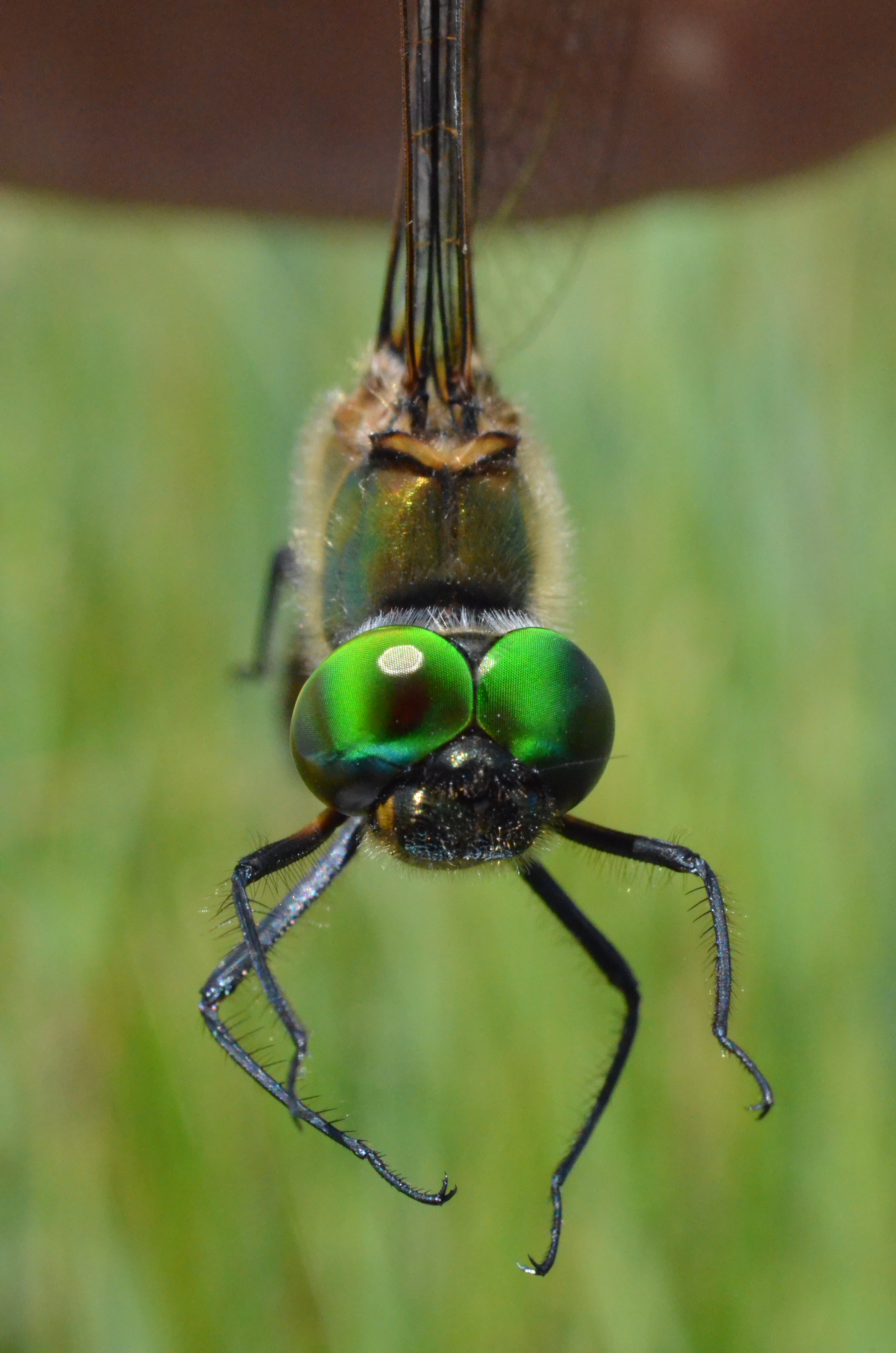
Face de Somatochlora flavomaculata - mâle adulte.

La Cordulie à taches jaunes se reconnaît principalement grâce à :
- ses yeux verts (caractéristiques du genre Somatochlora) ;
- son thorax vert métallique ;
- la présence d’un chapelet de taches jaunes latérales sur l’abdomen pour les femelles. Cependant, ces taches s’assombrissent chez les individus matures [1].

Somatochlora flavomaculata mesure de 45 à 54 mm, soit la taille moyenne d'un odonate comme Cordulia aenea mais d'une taille inférieure à celle de Somatochlora metallica.

### Critères de détermination de l'exuvie
L'exuvie de l'espèce se présente comme celle des Anisoptères :
- présence d’une pyramide anale ;
- masque en forme de cuillère dents plutôt régulières.

Puis, il y a présence d'un sillon à la base du masque (typique chez les Corduliidae) et d'épines dorsales et latérales sur les segments 5 à 9 (au segment 9, les épines dorsales et latérales sont bien développées).

## Comportement
Les mâles ont souvent un vol rapide et furtif. Ils défendent leur territoire au-dessus de zones sèches telles que les chemins, les lisières, les clairières ou roselières, mais aussi sur les plans d’eau. Les femelles sont généralement plus discrètes.
Sa période de vol va de mai jusqu’à mi-août. Elle est abondante en juin et juillet.

## Répartition, habitat et statut
La Cordulie à taches jaunes occupe une vaste aire de répartition qui s’étend des rivages atlantiques à la Sibérie orientale. Totalement absente des îles Britanniques et de la péninsule ibérique, elle atteint la Méditerranée plus à l’est, avec des populations disséminées de l’Italie à la Turquie.
On la retrouve dans les marais, les prairies inondées, les franges de tourbières et de roselières. Elle y sillonne les trous d’eau riches en végétation (mares ou fossés par exemple). On peut la trouver parfois dans les rivières lentes et bordures de lacs.
Elle chasse plutôt le long des lisières forestières, loin des points d’eau.
Cette espèce est généralement rare, mais peut être localement commune dans les vastes zones palustres. Elle est cependant en déclin dans de nombreuses régions. Dans le Nord Pas-de-Calais elle est considérée comme Très rare, et aucune preuve de sa reproduction n’a été confirmée .
 

## Systématique
Le nom valide complet (avec auteur) de ce taxon est Somatochlora flavomaculata (Vander Linden, 1825).
L'espèce a été initialement classée dans le genre Libellula sous le protonyme Libellula flavomaculata Vander Linden, 1825.
Ce taxon porte en français les noms vernaculaires ou normalisés suivants : Cordulie à taches jaunes,,.
Elle serait également appelée Chlorocordulie à taches jaunes.[réf. nécessaire]
Somatochlora flavomaculata a pour synonymes :
- Cordulia vicetina Disconzi, 1865
- Libellula flavomaculata Vander Linden, 1825
- Somatocholora flavomaculata (Vander Linden, 1825)